# Наяновка
Наяновка — исчезнувшая деревня Николо-Черемшанского района Ульяновской области РСФСР, существовавшая до 1955 года. Затоплено Куйбышевским водохранилищем. С 1956 года остатка деревни — Наяновские острова, на территории Мелекесского района.

## География
Деревня находилась в 4 км восточнее села Ерыклинск, в 8 км южнее села Никольское-на-Черемшане, в 26 км к юго-западу от районного центра г. Мелекесс и в 58 км от Ульяновска, на берегу реки Черемшан (Черемшанский залив).

## История
Деревня предположительно была основана в 1770-х годах переселенцами из деревни Верхней Урень Новокунское тож (ныне с. Петровское).
На 1780 год деревня Наяновка, помещиковых крестьян.
В первой половине XIX века деревня носило название — Новая Сосновка Наяновка.
На 1859 год деревня Наяновка владельческих крестьян, при речке Сосновка, во 2-м стане, по левую сторону торгового тракта из г. Оренбурга в г. Симбирск.
На 1889 год сельцо Наяновка владельческих крестьян, на озере Безъимянном.
В 1930 году на территории Мулловского сельского Совета Мелекесского района Ульяновской области образовался колхоз имени Мичурина (с. Наяновка).
С устройством Куйбышевского водохранилища в 1955 году в село Мулловка переселились жители деревни. А из остатка земли образовались Наяновские острова, омываемый рекой Большой Черемшан (Черемшанский залив).
Административно-территориальная принадлежность
На 1770 год в составе Синбирского уезда Казанской губернии.
С 1780 года деревня в составе Ставропольского уезда Симбирского наместничества.
С 1796 года в составе Ставропольского уезда Симбирской губернии.
С 1851 года в составе 2-го стана Ставропольского уезда Самарской губернии.
С 1860 года в составе Ерыклинской волости Ставропольского уезда Самарской губернии.
С 1919 года, ввиду разукрупнения Ставропольского уезда, вошла в состав новообразованного Мелекесского уезда.
С 25 февраля 1924 года в составе Ерыклинского сельсовета Мелекесского уезда Самарской губернии.
На 1926 год — в Сосновском с/с Черемшанской волости Мелекесского уезда Ульяновской губернии.
В 1928—1929 и 1935—1956 годах деревня входила в состав Николо-Черемшанского района. В 1929—1935 годах — в Мелекесском районе.
С 14 мая 1928 году — Ульяновского округа Средне-Волжской области.
С 29 октября 1929 года — Средне-Волжского края, с 30 июля 1930 года — Куйбышевского края и с 1936 года — Куйбышевской области.
С 19 января 1943 года в составе Ульяновской области.
7 июля 1953 года, ввиду предстоящего затопления Куйбышевским водохранилищем, Ерыклинский сельсовет был упразднён.
2 ноября 1956 года Николо-Черемшанский район был упразднён, а его территория вошла в состав Мелекесского района Ульяновской области.

## Население
- На 1859 год — в 9 дворах жило: 41 муж. и 43 жен.[4];
- На 1889 год — в 17 дворах жило 78 жителя[5];
- На 1900 год — в 15 дворах жило: 34 муж. и 38 жен. (72)[8];
- На 1910 год — в 15 дворах жило: 48 муж. и 59 жен.[9];
- На 1928 год — в 23 дворах жило: 69 муж. и 77 жен.[10];
- На 1930 год — в 27 дворах жило 146 жителя[11].